# Randolph Lycett
Randolph Lycett  (ur. 27 sierpnia 1886 w Birmingham, zm. 9 lutego 1935 w Jersey) – brytyjski tenisista, zwycięzca Australasian Championships w grze podwójnej, mistrz Wimbledonu w grze podwójnej i mieszanej, reprezentant w Pucharze Davisa.
Lycett w młodości przeprowadził się do Wiktorii i reprezentował Australazję, zanim powrócił w 1918 roku do Wielkiej Brytanii.

## Kariera tenisowa
Startując w Australasian Championships (obecnie Australian Open) Lycett w 1905 i 1911 roku wygrał grę podwójną. W premierowej edycji turnieju startował w parze z Tomem Tachellem, natomiast w 1911 roku razem z Rodneyem Heathem.
Sukcesy odnosił także na Wimbledonie. W 1922 roku osiągnął finał gry pojedynczej, który przegrał z Geraldem Pattersonem, a w latach 1921–1923 triumfował w rozgrywkach deblowych. Tytuły zdobywał odpowiednio z Maxem Woosnamem, Jamesem Outramem Andersonem i Lesliem Godfreem. W 1919 roku był także, razem z Rodneyem Heathem, uczestnikiem finału.
Podczas Wimbledonu Lycett trzykrotnie odniósł zwycięstwo w konkurencji gry mieszanej, w 1919, 1921 i 1923 roku. W 1920 i 1922 roku grał również w finale. Za każdym razem partnerką Lycetta była Elizabeth Ryan
W 1921 i 1923 roku reprezentował Wielką Brytanię w Pucharze Davisa, rozgrywając łącznie 9 meczów, z których w 6 zwyciężył. W edycji zawodów z 1912 roku doszedł z reprezentacją do finału, w którym Australazja poniosła porażkę z Wielką Brytanią.

### Finały w turniejach wielkoszlemowych

#### Gra pojedyncza (0–1)
| Końcowy wynik | Nr | Data | Turniej           | Nawierzchnia | Przeciwnik       | Wynik finału  |
| ------------- | -- | ---- | ----------------- | ------------ | ---------------- | ------------- |
| Finalista     | 1. | 1922 | Wimbledon, Londyn | Trawiasta    | Gerald Patterson | 3:6, 4:6, 2:6 |

#### Gra podwójna (5–1)
| Końcowy wynik | Nr | Data | Turniej                               | Nawierzchnia | Partner               | Przeciwnicy                      | Wynik finału             |
| ------------- | -- | ---- | ------------------------------------- | ------------ | --------------------- | -------------------------------- | ------------------------ |
| Zwycięzca     | 1. | 1905 | Australasian Championships, Melbourne | Trawiasta    | Tom Tachell           | Edgar T. Barnard Basil Spence    | 11:9, 8:6, 1:6, 4:6, 6:1 |
| Zwycięzca     | 2. | 1911 | Australasian Championships, Melbourne | Trawiasta    | Rodney Heath          | John Addison Norman Brookes      | 6:2, 7:5, 6:0            |
| Finalista     | 1. | 1919 | Wimbledon, Londyn                     | Trawiasta    | Rodney Heath          | Pat O’Hara Wood Ronald Thomas    | 4:6, 2:6, 6:4, 2:6       |
| Zwycięzca     | 3. | 1921 | Wimbledon, Londyn                     | Trawiasta    | Max Woosnam           | Arthur Lowe Gordon Lowe          | 6:3, 6:0, 7:5            |
| Zwycięzca     | 4. | 1922 | Wimbledon, Londyn                     | Trawiasta    | James Outram Anderson | Gerald Patterson Pat O’Hara Wood | 3:6, 7:9, 6:4, 6:3, 11:9 |
| Zwycięzca     | 5. | 1923 | Wimbledon, Londyn                     | Trawiasta    | Leslie Godfree        | Eduardo Flaquer Manuel de Gomar  | 6:3, 6:4, 3:6, 6:3       |

#### Gra mieszana (3–2)
| Końcowy wynik | Nr | Data | Turniej           | Nawierzchnia | Partnerka      | Przeciwnicy                         | Wynik finału |
| ------------- | -- | ---- | ----------------- | ------------ | -------------- | ----------------------------------- | ------------ |
| Zwycięzca     | 1. | 1919 | Wimbledon, Londyn | Trawiasta    | Elizabeth Ryan | Dorothea Chambers Albertem Prebble  | 6:0, 6:0     |
| Finalista     | 1. | 1920 | Wimbledon, Londyn | Trawiasta    | Elizabeth Ryan | Suzanne Lenglen Gerald Patterson    | 5:7, 3:6     |
| Zwycięzca     | 2. | 1921 | Wimbledon, Londyn | Trawiasta    | Elizabeth Ryan | Phyllis Howkins Max Woosnam         | 6:3, 6:1     |
| Finalista     | 2. | 1922 | Wimbledon, Londyn | Trawiasta    | Elizabeth Ryan | Suzanne Lenglen Pat O’Hara Wood     | 4:6, 3:6     |
| Zwycięzca     | 3. | 1923 | Wimbledon, Londyn | Trawiasta    | Elizabeth Ryan | Dorothy Shepherd Barron Lewis Deane | 6:4, 7:5     |